# Sigaloseps deplanchei
Sigaloseps deplanchei är en ödleart som beskrevs av  Bavay 1869. Sigaloseps deplanchei ingår i släktet Sigaloseps och familjen skinkar. IUCN kategoriserar arten globalt som nära hotad. Inga underarter finns listade i Catalogue of Life.